# قره‌محمدلی (گدابیگ)
قره‌محمدلی (به لاتین: Qaraməmmədli) یک منطقه مسکونی در جمهوری آذربایجان است که در شهرستان گدابیگ واقع شده است. قره‌محمدلی ۱۴۹۱ نفر جمعیت دارد.